# Косио (муниципалитет)
Косио (исп. Cosío) — муниципалитет в Мексике, штат Агуаскальентес, административный центр — город Косио.

## Состав
В 2011 году в состав муниципалитета входило 39 населённых пунктов. Крупнейшие из них:
| Русское название           | Испанское название        | Население |
| Всего в муниципалитете     | Всего в муниципалитете    | 15 042    |
| Косио                      | Cosío                     | 4898      |
| Ла-Пунта                   | La Punta                  | 2416      |
| Эль-Рефухио-де-Провиденсия | El Refugio de Providencia | 1377      |
| Эль-Салеро                 | El Salero                 | 1229      |
| Санта-Мария-де-ла-Пас      | Santa María de la Paz     | 1026      |